# Kråmö
Kråmö, ö i Trosa socken i Trosa kommun, Södermanlands skärgård, cirka fyra distansminuter (7,4 kilometer) utanför Trosa.
Kråmö var tidigare en del av Tureholms slott och arrendatorerna bedrev fiske för herrgårdens räkning. Ön är cirka 800 x 600 meter och ingår i Kråmö naturreservat.
1947 köptes ön av NEN:s mejeri och blev då en semesterö för deras anställda. Idag tillhör ön Trosa kommun och stugorna hyrs ut till allmänheten. Bebyggelsen på ön består både av äldre skärgårdshemman och av hus byggda senare under tiden som semesterö. Karaktären på bebyggelsen domineras fortfarande av små sjöbodar och den äldre lantbruksmiljön finns bevarad.